# گلوله راجا
گلوله راجا (به انگلیسی: Bullett Raja) فیلمی محصول سال ۲۰۱۳ و به کارگردانی تیگمانشو دولیا است. در این فیلم بازیگرانی همچون سیف علی خان، جیمی شرگیل، سوناکشی سینها، چانکی پاندی، راوی کیشان، گلشن گروور، راج بابار، ویدیوت جاموال، شارات ساکسنا، ماهی گل ایفای نقش کرده‌اند.